# Lijst van voetbalinterlands Azerbeidzjan - België

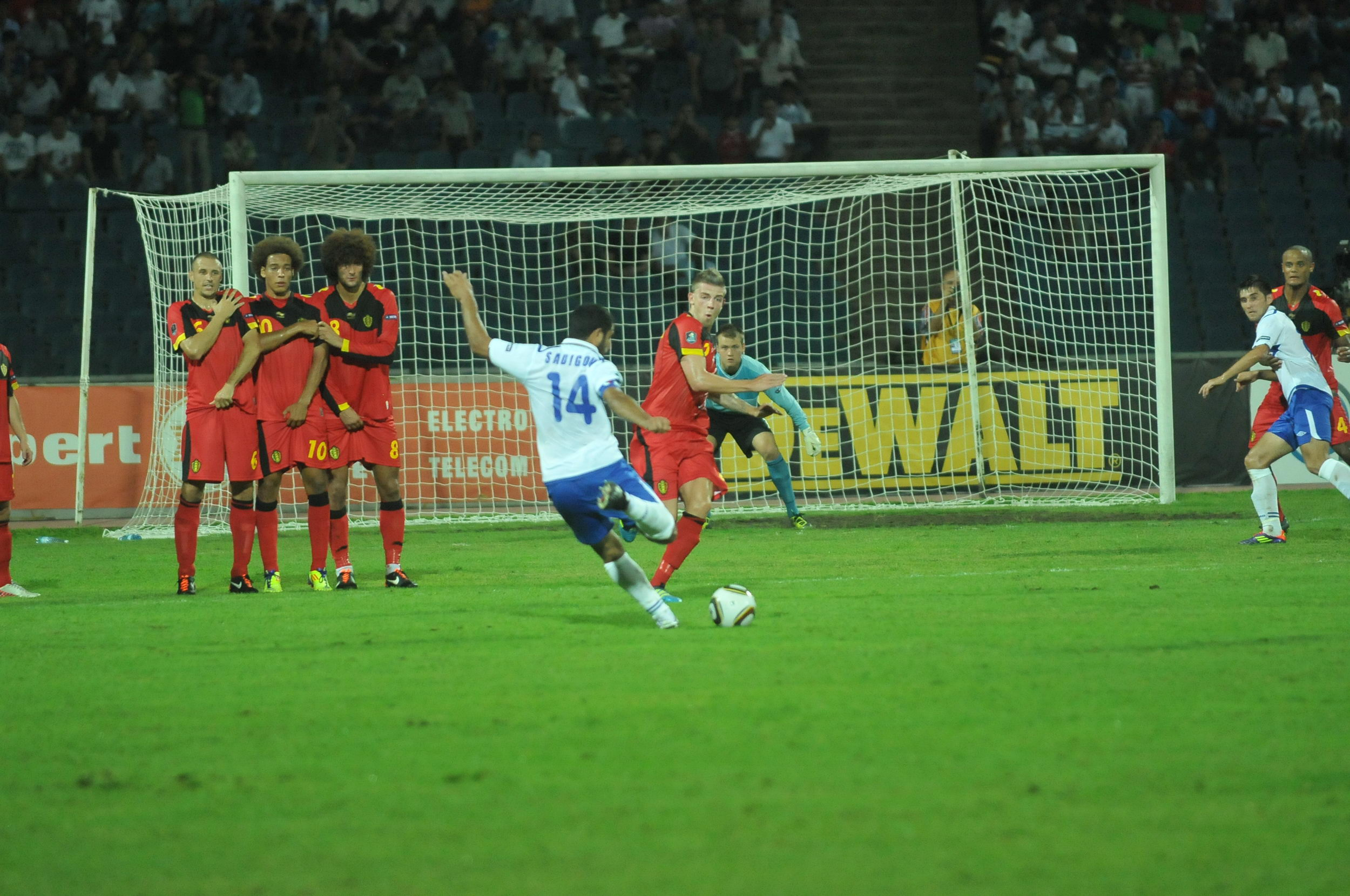
Bakoe, 2 september 2011

Deze lijst van voetbalinterlands is een overzicht van alle officiële voetbalwedstrijden tussen de nationale teams van Azerbeidzjan en België. De landen speelden tot op heden vijf keer tegen elkaar. De eerste ontmoeting, een kwalificatiewedstrijd voor het Europees kampioenschap voetbal 2008, werd gespeeld in Brussel op 11 oktober 2006. Het laatste duel, een kwalificatiewedstrijd voor het Europees kampioenschap voetbal 2024, vond plaats op 19 november 2023 in de Belgische hoofdstad.

## Wedstrijden
| № | Plaats  | Datum            | Competitie           | Wedstrijd             | Uitslag |
| - | ------- | ---------------- | -------------------- | --------------------- | ------- |
| 1 | Brussel | 11 oktober 2006  | EK 2008 kwalificatie | België – Azerbeidzjan | 3 – 0   |
| 2 | Bakoe   | 21 november 2007 | EK 2008 kwalificatie | Azerbeidzjan – België | 0 – 1   |
| 3 | Brussel | 29 maart 2011    | EK 2012 kwalificatie | België – Azerbeidzjan | 4 – 1   |
| 4 | Bakoe   | 2 september 2011 | EK 2012 kwalificatie | Azerbeidzjan – België | 1 – 1   |
| 5 | Bakoe   | 9 september 2023 | EK 2024 kwalificatie | Azerbeidzjan – België | 0 – 1   |
| 6 | Brussel | 19 november 2023 | EK 2024 kwalificatie | België – Azerbeidzjan | 5 – 0   |

## Samenvatting
| Competitie      | Totaal gespeeld | Winst Azerbeidzjan | Gelijk | Winst België | Doelsaldo Azerbeidzjan – België |
| --------------- | --------------- | ------------------ | ------ | ------------ | ------------------------------- |
| EK-kwalificatie | 6               | 0                  | 1      | 5            | 2 − 15                          |
| Totaal          | 6               | 0                  | 1      | 5            | 2 − 15                          |

Wedstrijden bepaald door strafschoppen worden, in lijn met de FIFA, als een gelijkspel gerekend.